# Assassin's Creed: Bloodsail
Assassin's Creed: Bloodsail (chino: 刺客 信条 ： 血 帆) es un próximo juego de rol de acción en 3D para plataformas móviles desarrollado por Ubisoft China y VGame Studios, para el mercado chino. Fue anunciado en la exposición ChinaJoy 2016.
El juego está inspirado en Assassin's Creed IV: Black Flag y se desarrolla durante la Edad de Oro de la Piratería.

## Gameplay
El juego presenta al jugador controlando a un pirata, mientras exploran el Caribe, con ciudades notables como La Habana y Nassau, encontrando personajes que se originan en Black Flag. Además de las batallas navales, el juego contará con los modos Jugador contra Enemigo (PvE) y Jugador contra Jugador (PvP).
Además, aunque todavía está en desarrollo, se está considerando un lanzamiento occidental de este juego.